# General Electric
General Electric (GE) er en amerikansk teknologi- og servicekoncern. På verdensplan havde selskabet over 174.000 ansatte i 2020 og en omsætning på $77 mia. i 2022.
GE er engageret i udvikling, produktion og markedsføring af et vidt spektrum af produkter, primært indenfor kategorier som enten genererer, overfører, fordeler, kontrollerer og forbruger elektricitet. Disse produkter har mange anvendelsesområder, det kan være belysning, industriel automation, udstyr til elektrisk fordeling og kontrol, lokomotiver, strøm-generatorer, produkter til strømlevering, service til atomkraftværker, jetmotorer, kemikalier og udstyr til behandling af vand og procesanlæg, sikkerhedsudstyr og syntetiske materialer. Tjenester omfatter produkttjenester, elektriske forretninger, el-installation, ingeniørtjenester og reparation. Dertil kommer en række datterselskaber indenfor medier, finans og sundhedspleje.

## Historie
I 1876 åbnede Thomas Edison et nyt laboratorium i Menlo Park, New Jersey, her blev, glødelampen, en af hans mest berømte opfindelser, udviklet.. I 1890 organiserede Edison alle sine forskellige forretninger i ét selskab, som han kaldte Edison General Electric Company. I 1879 havde hans konkurrenter Elihu Thomson og Edwin J. Houston dannet deres eget selskab; Thomson-Houston Electric Company. Det gik sammen med en række andre selskaber, og fusioneringen af disse forskellige firmaer, der hver sad på deres egne patenter og produkter skabte tilsammen et nyt selskab der blev dominerende i elektricitetsbranchen. Denne udvikling var nødvendig, da den øgede udbredelse af elektricitet efterhånden gjorde det svært at producere komplette el-installationer som fuldt ud var baseret på de enkelte producenters egen teknologi. Med dannelsen af de store selskaber blev det muligt at skabe en form for standardisering af markedet.
I 1892 gik de to største el-selskaber, Edison General Electric Com og Thomson-Houston Electric Company, sammen og dannede General Electric Company. Denne fusion blev arrangeret af finansmanden J. P. Morgan og hovedkontoret blev lagt i Schenectady, New York.
I 1896 var GE et af de 12 firmaer på Dow Jones Industrial Average, og optræder som det eneste af disse på listen i dag (GE har dog i perioder været taget af listen).
I 1911 blev National Electric Lamp Company (NELA) inkorporeret i GE's eksisterende elpæreforretning. GE flyttede derpå hele sin lysproduktion til Nela Park i East Cleveland, Ohio. Nela Park var den første industripark i verden.
Radio Corporation of America (RCA) blev grundlagt af GE i 1919 for at fremme radio internationalt. Tv-selskabet NBC blev grundlagt i RCA’s regi.
GE var i 1960’erne en af de otte største computer firmaer; IBM var det største. I 1970 solgte GE sin computerproduktion til Honeywell. Under navnet GEISCO blev et omfattende computernetværk drevet. GEISCO var i Danmark repræsenteret af ØK Data.
I 1986 generhvervede GE RCA, primært for at få kontrol over Tv-selskabet NBC. De resterende dele af RCA blev solgt videre til andre selskaber bl.a. Bertelsmann og Thomson SA.
I 2004 købte GE Vivendis TV og filmproduktion, og blev dermed verdens tredjestørste mediekoncern. Den nye selskab blev døbt NBCUniversal. I 2004 placerede GE størstedelen af sine finans og forsikringsaktiviteter i selvstændige firma Genworth Financial.

## GE i Danmark
GE etablerede sig første gang i Norden i 1963, og er i dag repræsenteret med de fleste af selskabets nøgleforretninger i Danmark. De danske datterselskaber omfatter: GE Commercial Finance, GE Healthcare, GE Industrial, GE Infrastructure, GE Money Bank, GE Oil & Gas og NBC Universal.
I årene 1975-1986 ejede General Electric den danske mobiltelefonproducent Storno, der på højdepunktet i begyndelsen af 1980'erne havde over 2.000 ansatte. Storno blev senere frasolgt til Motorola.

## Forurening og miljø
GE har igennem sin historie udledt store mængder af forurenende stoffer til det omgivende miljø. På grundlag af data fra 2000 har forskere fra Political Economy Research Institute placeret virksomheden som nummer fire på listen over de mest forurenende i USA. GE har desuden også produceret giftigt affald, og kun den amerikanske regering og firmaet Honeywell er ansvarlige for flere udledninger giftaffald end GE i hele USA. Dette skal dog ses i relation til firmaets størrelse de brancher det er repræsenteret i.
GE er i flere tilfælde blevet idømt krav om erstatning for virksomhedens forurening tidligere. I 1999 indgik GE fx et forlig der betød at virksomheden skulle betale 250 mio. $ i bøde for dens udledninger af forurenende stoffer i Housatonic River i Massachusetts og Connecticut med bl.a. Polyklorerede bifenyler (PCB) og andre farlige stoffer.  I 2002, efter at have brugt flere millioner dollar på en reklamekampagne der skulle forhindre det, blev GE pålagt at rense en 65 km strækning af Hudsonfloden som var blevet forurenet med PCB.
I 2005 annoncerede GE lanceringen af et nyt program der blev kaldt ”Ecomagination” (”øko-tænkning). Formålet var at fremme udviklingen af mere miljøvenlige energikilder og effektiv udnyttelse af energien. En analyse i New York Times konkluderede dog at, selvom denne kampagne sikkert ville føre til renere produkter og øge virksomhedens omsætning, ville virksomheden stadig have et utroværdigt image, så længe den var uvillig til at rense op efter dens tidligere udslip af giftige stoffer.

## Finansiel udvikling
| År   | Omsætning i mio. US$ | Nettoindkomst i mio. US$ | Totale aktiver i mio. US$ | Pris pr. aktie i US$ | Ansatte |
| ---- | -------------------- | ------------------------ | ------------------------- | -------------------- | ------- |
| 2005 | 136,580              | 16,720                   | 673,321                   | 22.35                |         |
| 2006 | 151,568              | 20,742                   | 696,683                   | 22.43                |         |
| 2007 | 172,488              | 22,208                   | 795,683                   | 25.44                |         |
| 2008 | 181,581              | 17,335                   | 797,769                   | 19.44                |         |
| 2009 | 154,438              | 10,725                   | 781,901                   | 9.96                 |         |
| 2010 | 149,567              | 11,344                   | 747,793                   | 12.68                |         |
| 2011 | 146,542              | 13,120                   | 718,189                   | 14.32                |         |
| 2012 | 146,684              | 13,641                   | 684,999                   | 16.56                |         |
| 2013 | 113,245              | 13,057                   | 656,560                   | 20.32                | 307,000 |
| 2014 | 117,184              | 15,233                   | 654,954                   | 22.72                | 305,000 |
| 2015 | 117,386              | −6,145                   | 493,071                   | 24.28                | 333,000 |
| 2016 | 123,693              | 8,176                    | 365,183                   | 28.36                | 295,000 |
| 2017 | 122,092              | −6,222                   | 377,945                   | 25.02                | 313,000 |
| 2018 | 121,615              | −22,802                  | 309,129                   | 12.71                | 283,000 |

### Dividender
General Electric var i mange år en såkaldt "dividend aristocrat" (et firma der har udbetalt dividende til aktionære). Indtil 2017 havde firmaet aldrig udbetalt lavere dividende end året før i 199 år, men valgt at reducere dividenden fra 24 cents per aktie til 12 cents per aktie. I 2018 reducerede GE further den kvartalsvise dividende fra 12 cents til 1 cent per aktie.

## Eksterne link
- Officiel hjemmeside

- Wikimedia Commons har flere filer relateret til General Electric